# Moskovits Miksa-palota
A nagyváradi Moskovits Miksa-palota műemlék épület Romániában, Bihar megyében. A romániai műemlékek jegyzékében a BH-II-m-B-01065 sorszámon szerepel.

## Története
Ifj. Rimanóczy Kálmán tervezője és egyben kivitelezője is volt a kétemeletes sarokháznak. Zielinszky Szilárd tervei alapján először itt alkalmaztak Nagyváradon lakóházépítésnél vasbeton szerkezetet. Az itteni építkezési ütemhez képest is rekordidő alatt épült fel Moskovits Adolf és fia palotája, 1904 őszétől 1905 tavaszáig. Stílusában a Müncheni szecesszióra hajaz. A család a Vágó testvérekkel is építtetett egy Moskovits-palotaként ismert épületet Nagyváradon, a Strada Vasile Alecsandri 1. szám alatt.

## Leírása
A két utcára néző homlokzat között kiemelkedik a leggömbölyített sarokrész, fölötte a nagy kupolával, valamint a második emeleti erkély díszítés, egy női fejét ábrázoló dombormű, amelyből ág-, levél- és virágmotívumok nőnek ki. Az erkély oldalfalaira fa alakú stukkódísz került, teteje mintegy lombozatként takarja be a bemélyedés boltozatát. A homlokzatot sűrűn átszövik a díszítőmotívumok. A Parcul Traian felőli bejárat kovácsoltvas virágdíszei ismétlődnek a többi kovácsoltvas munkán is. Érdemes bemenni a bejárati folyosó kétoldali, fákat ábrázoló vakolatdíszítései miatt. Az épület teljesen elhanyagolt állapotban van. 